# Частица вселенной
«Части́ца вселе́нной» — российский драматический телесериал 2017 года режиссёра Алёны Званцовой.
Премьерный показ состоялся с 9 по 12 апреля 2018 года на «Первом канале».
Сериал отмечен призами «Лучший сериал» и «Лучшая мужская роль в сериале» III-го Кинофестиваля «17 мгновений…» имени Вячеслава Тихонова (2019).

## Сюжет
Сериал рассказывает о влиянии личностной психологической драмы на организацию и непредвиденные последствия международного космического полёта.
2016 год, Россия, Центр подготовки космонавтов. К запуску на МКС готовится очередной экипаж троих российских космонавтов во главе с командиром Геннадием Яшиным (Сергей Пускепалис). Космонавтам предстоит стартовать на модернизированном корабле, в дополнение к научной программе принять пять грузовиков, осуществить более ста семидесяти экспериментов и, главное, стыковку и подключение беспрецедентного по возможностям нового исследовательского модуля.
В ходе подготовки к полёту неожиданно выясняется, что внутри экипажа заложена психологическая «бомба замедленного действия», связанная с серьёзными сложностями в семейных отношениях участников экспедиции и ставящая под угрозу не только выполнение задания государственной важности, но и их жизни. Психолог отряда космонавтов Алексей Шутов (Алексей Агранович) чутьём профессионала высочайшего уровня догадывается о наличии душевных переживаний своих подопечных и пытается исправить проблему, но он не знает всех её подробностей.
Экипаж прибывает на орбитальную станцию, где уже находятся двое американцев. При стыковке с новым орбитальным модулем происходит авария, серьёзно влияющая на энергообеспечение станции, в результате чего требуется досрочная посадка части экипажа. На орбите остаются двое россиян и американка.
После досрочно прерванного, из-за неисправности скафандра, выхода в космос командир станции получает сильную баротравму и экипаж также досрочно завершает полёт.
Через некоторое время командир экипажа списывается из отряда космонавтов, ещё один член бывшего экипажа становится командиром отряда космонавтов, а бывший бортинженер готовится к новому полёту уже в качестве командира. В личной жизни космонавтов кризис преодолевается.

## В ролях
- Виктория Исакова — Надежда Каманина, жена Андрея
- Алексей Макаров — Андрей Сергеевич Каманин, российский космонавт, бывший бизнесмен в сфере космической оптики
- Сергей Пускепалис — Геннадий Геннадьевич Яшин, российский космонавт, подполковник, командир экипажа МКС
- Алексей Агранович — Алексей Юрьевич Шутов, психолог Центра подготовки космонавтов
- Анна Михалкова — Лариса Яшина, жена Геннадия
- Владимир Яглыч — Тимур Романович Кутовых, потомственный российский космонавт, член экипажа МКС
- Яна Гладких — Ольга Кутовых, жена Тимура
- Александра Бортич — Кристина Яшина, дочь Геннадия и Ларисы
- Сергей Походаев — Даниил (Даня) Каманин, сын Андрея и Надежды
- Елена Смирнова — Анна Павловна, мать Тимура Кутовых
- Яна Сексте — Меганн Райт, американский астронавт, член экипажа МКС
- Казимир Лиске — Нил Спенсер, американский астронавт, член экипажа МКС
- Андрей Смирнов — Алексей Максимович Нестеров
- Микаэль Джанибекян — Шалва Дадиани
- Сергей Шеховцов — Михаил Семёнович Семёнов, отстранённый от полёта лётчик-космонавт
- Глеб Подгородинский — Бутурлин
- Дмитрий Куличков — Евгений Максимович Сезонов, главный карантинный врач
- Евгений Гришковец — отец Иоанн
- Арина Нестерова — мать Ольги Кутовых
- Алёна Лаптева — Таня, инструктор
- Тимур Бадалбейли — Борис, инструктор
- Александр Резалин — председатель комиссии
- Сергей Юшкевич — Глеб
- Мадлен Джабраилова — жена Михаила Семёнова
- Софья Сливина — психолог
- Сергей Австриевских — оператор в ЦУПе